# Szandovói járás

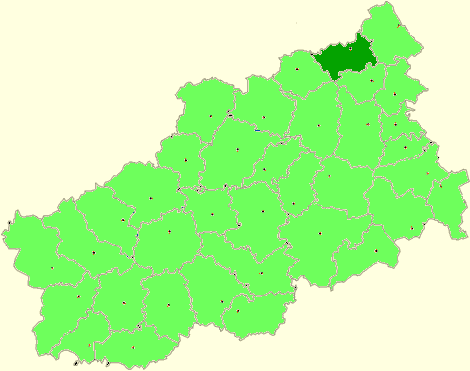
A Szandovói járás a Tveri területen

A Szandovói járás (oroszul Сандовский район) Oroszország egyik járása a Tveri területen. Székhelye Szandovo.

## Népesség
- 1989-ben 12 495 lakosa volt.
- 2002-ben 9 385 lakosa volt.
- 2010-ben 6 811 lakosa volt, melyből 6 455 orosz, 84 csecsen, 48 ukrán, 28 fehérorosz, 20 cigány, 10 tabaszaran, 10 tatár stb.